# Bewusstmachung (Fremdsprachenunterricht)
Bewusstmachung im Fremdsprachenunterricht bietet den Schülern bei fehleranfälligen, d. h. semantisch oder morphosyntaktisch komplexen sowie wegen möglicher Interferenzen mit der Muttersprache schwierigen grammatischen Regelhaftigkeiten Verständnis- und Strukturierungshilfen in Form gezielter Hinweise an, die die jeweiligen Zusammenhänge transparent und damit für die Schüler nachvollziehbar machen sollen.

## Grammatiklernen und Grammatikunterricht
Fremdsprachenunterricht wird von den Schülern weithin als Grammatikunterricht wahrgenommen und dementsprechend abgelehnt. Die Unterrichtenden müssen deshalb versuchen, dieses Vorurteil durch einen weitgehend handlungsorientierten Unterricht aufzubrechen und es den Schülern ermöglichen, in diesem Rahmen – unterstützt durch geeignete Hilfen von Lehrerseite – die wesentlichen grammatischen Regularitäten der fremden Sprache wahrzunehmen und zu lernen. 
Dem Prinzip der Lernorientierung folgend, müssen Sprachlernende ihre sprachlichen Strukturierungen (= intuitives Erfassen oder bewusstes Erkennen sprachlicher Regelhaftigkeiten) in allererster Linie selbst leisten. Hierfür benötigen sie im Unterricht möglichst viele Begegnungen mit situativ eingebundener Sprache (Kommunikation, Texte). Allerdings ist dies alleine, wie die unterrichtliche Erfahrung zeigt, für viele Schüler nicht ausreichend; sie benötigen zusätzliche Verständnis- und Strukturierungshilfen im Sinne der obigen Definition (vgl. Strukturierungshilfen).

## Entdeckendes Lernen im Fremdsprachenunterricht
Möglichkeiten für ein eigenaktives entdeckendes Lernen durch die Schüler selbst gibt es viele. Grundsätzlich gilt, dass die Schüler ermutigt werden sollten, so viel Eigentätigkeit wie möglich zu entfalten und damit eigene Lernwege zu erproben. Andererseits dürfen sie mit vergeblichen und damit frustrierenden Versuchen auch nicht alleine gelassen werden.

### Grammatik im Text
Eine wichtige Lernhilfe für Schüler ist es, sie die Funktion grammatischer Formen im Kontext erkennen zu lassen. Dabei kann der Weg sowohl von der Diskussion der grammatischen Form zum erhellenden Kontext als auch von der Textbesprechung zur grammatischen Form und von dort zurück zum Text führen.

### Eigene Strukturierungsversuche der Schüler
Eigene Strukturierungsversuche sollten vor allem immer dann gefördert werden, wenn aus der Klasse heraus ein sprachliches Verständnisproblem artikuliert wird: 
- Die Schüler werden aufgefordert, die Ungewissheit bis zu einer möglichen Klärung aus dem weiteren Kontext zu ertragen.
- Die Schüler sollen das Problem präzisieren. Schon dieses Bemühen hilft vielen, der Lösung näherzukommen.
- Die Schüler stellen selbst oder in der Lerngruppe (aus der Situation bzw. dem sprachlichen Kontext heraus) plausible Vermutungen zur Bedeutung einer grammatischen Konstruktion an, um im weiteren Verlauf des Textes bzw. der Kommunikation nach Bestätigung oder Korrektur ihrer Vermutung zu suchen.
- Bei der Suche nach einer Erklärung schlagen die Schüler im Grammatikteil des Schulbuchs oder in einer Schülergrammatik nach und vergleichen die eigene Antwort mit der des Partners oder anderer Schüler der Tischgruppe.

### Entdeckendes Lernen in Phasen der Freiarbeit
Über die aktuelle Problemsituation hinaus können solche Aktivitäten auch in Phasen der Freiarbeit unternommen werden. Dabei erhalten die Schüler mehr Zeit für die Entwicklung eigener Strukturierungen:
- Über ein sog. „Konkordanzprogramm“ wie z. B. (für das Englische) Mini Concordancer (Longman) oder MicroConcord bzw. Wordsmith (Oxford University Press) suchen die Schüler am Computer aus ausgewählten Texten dieser Datenbanken Stellen heraus, in denen eine bestimmte Struktur vorkommt, und versuchen, „typische“ Verwendungskontexte und damit Regelhaftigkeiten zu erkennen.
- Die Schüler entwerfen (ggf. auch mittels eines „Autorenprogramms“ zur Erstellung von Lernmaterialien) eine Erklärung und/oder eine Übung zu einem bestimmten grammatischen Thema, wobei sie auch auf Daten einer der oben genannten Datenbanken zurückgreifen können. Diese Aktivität ist im besten Sinne des Wortes „handlungsorientiert“, wenn die Materialien für einen krankheitsbedingt abwesenden Mitschüler erstellt werden.

## Strukturierungshilfen
Insoweit die Schüler sprachliche Zuordnungen und Strukturierungen nicht selbst leisten können, können ihnen schrittweise entsprechende Strukturierungshilfen angeboten werden („gelenkte Induktion“). Einige Möglichkeiten:

### Lerngespräche
Beim Erlernen der Muttersprache erleichtern die Bezugspersonen den Kindern das Verstehen von Äußerungen zum einen durch Verweise auf situative Gegebenheiten, zum andern aber auch durch direkt sprachbezogene Hilfen wie kurze Sätze, deutliche Aussprache, ausgeprägte Mimik und Intonation, deutliche Gesten, Pausen, lexikalische oder strukturelle Vereinfachungen, direkte Wiederholungen oder variierende Paraphrasen, gelegentliche Rückfragen zur Überprüfung des Verständnisses, Hinweise auf den Kontext, Erklärungen u. a. 
Diese Aspekte spielen auch für unterrichtliche „Lerngespräche“ eine wesentliche Rolle. Lerngespräche stellen damit die natürlichste und „sanfteste“ Form der Bewusstmachung dar. 
Allerdings zeigt die unterrichtliche Erfahrung, dass diese meist nur vorbewussten Strukturierungen der Schüler durch gezielte Hilfen unterstützt und gefestigt werden müssen (vgl. die folgenden Abschnitte).

### Muttersprachliche Hilfen
Wolfgang Butzkamm ist es zu verdanken, dass „Einsprachigkeit“ als Prinzip des Fremdsprachenunterrichts nicht mehr dogmatisch gesehen wird, sondern dass in der Muttersprache – bei allem Festhalten am grundsätzlich fremdsprachig geführten Unterrichtsgespräch – auch eine wesentliche Lernhilfe gesehen wird:
- Ein kurzes muttersprachliches Einsprengsel hilft Schülern, „im Gespräch zu bleiben“: S: If the child … what does it mean, hat Schläge verdient? – L: deserves it – S: If the child deserves it, he should get it.[4]
- „Stille Regeln“: In manchen Fällen hilft schon eine idiomatische Übersetzung zu erkennen, worum es bei einer bestimmten grammatischen Form geht, ohne dass die relevanten grammatischen Gesetzmäßigkeiten benannt werden können; z. B.: Intensivierung durch die ing-Form: She’s been learning Latin for two hours. = „Schon seit zwei Stunden paukt sie Latein.“[5] Manchmal kann man auch noch freier übersetzen; z. B. zur Verdeutlichung der Funktion des Present Perfect zur Bezeichnung einer Handlung, deren Folgen in der Gegenwart relevant sind: Have you had lunch yet? = „Bist du hungrig?“, It’s going to rain. = „Es sieht nach Regen aus.“, I’ve been sent by the Labour Exchange. = „Ich komme vom Arbeitsamt.“ oder (aus Michael Jacksons „Earth Song“) What have we done to the world / Look what we’ve done. = „Schau wie die Welt jetzt aussieht.“
- „Muttersprachliche Spiegelung“: Auch das bewusste Nachbilden der fremden Struktur kann eine Lernhilfe darstellen: Does your dog bite? = „Tut dein Hund beißen?“[6]

Der Lehrer kann auch bei der Einübung eines Dialogs und dem Vorsprechen eines Satzes, der Unbekanntes enthält, nach dem fremdsprachlichen Original eine passende Übersetzung einfügen und danach das Original wiederholen. Dadurch können sich die Schüler sich ganz auf das Nachsprechen konzentrieren, ohne durch die Sinnsuche abgelenkt zu sein. Im bilingualen Unterricht wird diese Technik als „Sandwich-Technik“ bezeichnet.

### Formale Strukturierungen
Aus dem Unterrichtsgespräch über die Ferienbesuche bei Freunden oder Verwandten (s. oben) kann sich ein Klassengespräch entwickeln, das zu einem Tafelbild wie in Abb. 1 führt.

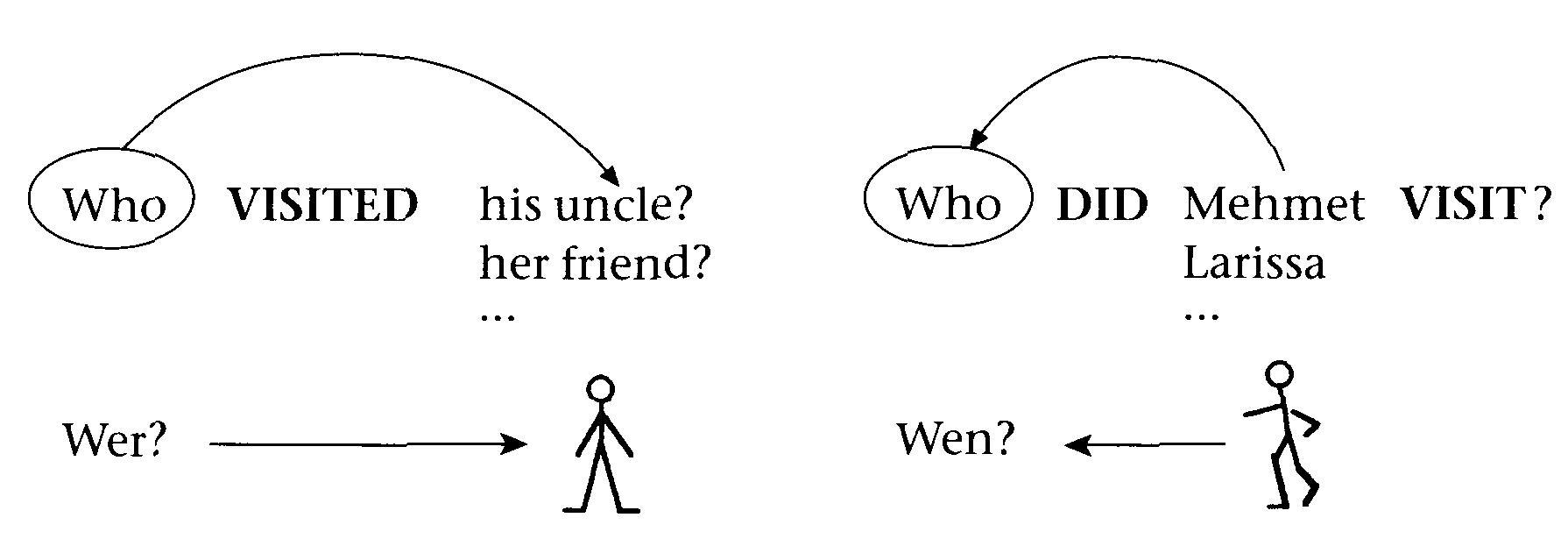
Abb. 1: Handlungsrichtung und do-Erweiterung (1)

Die Richtung des ersten „Handlungspfeils“, nämlich von links nach rechts, entspricht dabei der in unseren westlichen Kulturen häufigsten Form der Vorstellung von Handlungen in Zeit und Raum: Zeitpfeile werden von links nach rechts gezeichnet, ebenso wie Zeitabläufe und Bewegungen fast immer durch Handbewegungen von links nach rechts unterstützt werden. Dies ist auch Teil der vertrauten Erfahrungswelt der meisten Schüler, und hieran kann deshalb auch im weiteren Verlauf des Unterrichts angeknüpft werden. Bei der Frage mit do ist diese Gewohnheit jedoch durchbrochen; das heißt, die Verknüpfung des Gebrauchs von do mit der „Gegenläufigkeit“ des entsprechenden Handlungspfeils ist ein wichtiges Moment für die (indirekte) Wirksamkeit dieser Veranschaulichung auf die Sicherheit im Gebrauch der do-Erweiterung. Ebenso spielt möglicherweise der Appell an die muttersprachliche Kompetenz der Schüler durch die Einbeziehung der deutschen Fragewörter wer bzw. wen eine Rolle, weil ihnen deren Bedeutung – ohne Rückgriff auf die problematischen Begriffe „Subjekt“ bzw. „Objekt“ – intuitiv vertraut ist (vgl. oben: Muttersprachliche Hilfen).

Abb. 2: Handlungsrichtung und do-Erweiterung (2)

Auf Overheadfolien kann diese Darstellung in einer Weise weitergeführt werden, die Handelnde und Betroffene, die „Richtung“ der Handlung und die entsprechenden sprachlichen Formen in mehreren Schritten sehr sinnfällig miteinander verbindet (vgl. Abb. 2).

## Handlungsorientierte Formen der Festigung grammatischen Wissens
Grammatisches Wissen kann durch viele Formen der handlungsorientierten Einzel-, Partner- oder Gruppenarbeit gefestigt werden, die im Sinne eines ganzheitlichen Lernens Lernprozesse durch Freude am eigenen Tun unterstützen (vgl. auch „Lernen durch Lehren“):
- Anhand eines kurzen fremdsprachigen Textes, eines Witzes oder eines Sponti-Spruchs erklärt ein Schüler der Tischgruppe oder der ganzen Klasse ein grammatisches Problem.
- Für einen abwesenden Klassenkameraden entwerfen die Schüler ein Arbeitsblatt mit Grafik, Erklärungen und Beispielen (auch als Teil eines eigenen „Portfolio“, einer Dokumentation laufender bzw. abgeschlossener Schüleraktivitäten).
- Die Schüler erstellen ein Poster mit Grafik, Erklärungen und Beispielen zum zeitweiligen Aufhängen in der Klasse; dabei können solche schülerseitigen Veranschaulichungen wirksamer sein als von außen vermittelte Regeln.
- Sie erstellen ein Arbeitsblatt mit einer systematischen Übung, lassen es von der Klasse bearbeiten und besprechen die Aufgaben anschließend.
- Sie schreiben einen „Spickzettel“, der auf die für den individuellen Schüler wesentlichsten Punkte beschränkt ist.
- Sie finden einfache Merksprüche, „Eselsbrücken“ oder andere mnemotechnische Hilfen wie z. B. (gegen Fehler wie Who did Mehmet visited gerichtet) „Wenn der Didi kommt, geht der Ede weg“[9] oder „If mit will und would ist nur fürs Wollen gut“.
- Sie systematisieren Merkzettel (kurze Texte mit klaren Kontextbezügen, Systematisierungen, Merksprüche, Eselsbrücken, Mind Maps usw.) in einer Grammatikkartei.
- Sie schreiben einen Rap-Song oder einen anderen Songtext (auf eine selbstgewählte Melodie) zur Übung eines bestimmten grammatischen Problems und bieten das Ergebnis vor der Klasse dar.

Solche Aktivitäten stehen selbstverständlich nicht notwendigerweise am Ende einer grammatikzentrierten Unterrichtsphase; es bietet sich vielmehr an, sie immer wieder punktuell zwischen Phasen mehr oder weniger systematischen Übens, ebenso aber auch zwischen Phasen handlungsorientierten Sprachgebrauchs einzuschieben, damit die spezifischen Wirkungen der verschiedenen Aktivitäten einander verstärken können.

## Systematische Übungen

### Zur Funktion von Übungen
Übungen tragen durch mehr oder weniger deutliche Wiederholungseffekte dazu bei, dass die Lernenden den Gebrauch bestimmter grammatischer Formen üben, d. h. durch verteilte und variierte Wiederholung festigen können.
Einige empirische Untersuchungen weisen allerdings darauf hin, dass ausschließlich form- bzw. strukturbezogene Übungen nicht die Auswirkungen auf die sprachliche Kompetenz haben, die ihnen traditionellerweise zugesprochen werden. Deshalb muss darauf geachtet werden, dass Übungen immer auch inhaltlich-funktional bestimmt sind und dass die Aufmerksamkeit der Schüler immer wieder auf die Funktion (Bedeutung) der jeweiligen grammatischen Form gelenkt wird. 
Je nach Häufigkeit des Auftretens der zu übenden grammatischen Form wird im Folgenden zwischen „systematisch-funktionalen“ und „funktionalen“ Übungen unterschieden (ohne dass diese Unterscheidung immer zwingend zu treffen wäre).

### Systematisch-funktionale Übungen
Bei systematisch-funktionalen Übungen tritt die spezifische grammatische Funktion besonders häufig auf; dabei ist sie in deutlich strukturierte Mini-Situationen eingebunden, die von den Schülern durchschaut und sprachlich umgesetzt werden muss. 
Im folgenden Beispiel geht die Funktion des englischen Present Perfect in den Äußerungen von B aus den Mini-Situationen hervor, die durch die Äußerungen von A aufgebaut wird. Sie machen deutlich, dass mit dem Present Perfect letztlich immer eine Aussage über einen gegenwärtigen Zustand gemacht wird:
- A: Would you like something to eat? – B: No, thanks. I ...................... lunch. (Vorschlag: I've just had lunch.)
- A: Do you know where Julia is? – B: Yes, I ......................... her. (Vorschlag: I've just seen/met her [in the library].)
- A: How is Amy these days? – B: I don’t know. I ......................... her recently. (Vorschlag: I haven't seen her recently.)
- A: Is Brussels an interesting place? – B: I’ve no idea. ...................... there. (Vorschlag: I've never been there.)[10]

### Funktionale Übungen
Beispiele für funktionales Üben sind grammatikorientierte Spiele, Rollenspiele, in deren Verlauf bestimmte grammatische Funktionen besonders relevant sind, sowie Diskussion eines authentischen Textes, zum Beispiel eines Songs, der inhaltlich motivierte Häufungen einer bestimmten grammatischen Form enthält (z. B. die vielen Formen von used to (do) und would (do) in Bruce Springsteens „The River“ sowie im Intro dazu, die das Leben als eine endlose Folge sich wiederholender Erfahrungen erscheinen lassen). Dabei bieten Songs den Vorteil, dass sie – ergänzend zum Gespräch – zu mehrfachem Hören, Mitsummen und Mitsingen einladen, was zu zusätzlichen Übungseffekten führt. Gerade die Tatsache, dass bei solchen Aktivitäten, bei aller Systematik im oben genannten Sinne, Inhalte und damit persönliches Engagement, nicht grammatische Problempunkte im Vordergrund stehen, macht den besonderen Charakter funktionaler Übungen aus.

### Hilfen für das „Verlernen“ von Fehlern
Fehlerkorrekturen sollten sich in Art und Häufigkeit danach richten, ob es sich um eine kommunikativ-handelnde Phase handelt oder um eine systematische Übungsphase. 
Innerhalb kommunikativ-handelnder Phasen sollten Korrekturen ganz strikt dem Prinzip message before accuracy folgen, wobei sich die folgenden Strategien anbieten: 
- Zeit zum Formulieren und zur sofortigen Selbstkorrektur geben
- Reparaturangebot machen (Gelegenheit zur Selbstkorrektur)
- Mitschüler zu einem Korrekturvorschlag auffordern
- Reparaturhilfe geben (Hilfe zur Selbstkorrektur): z. B.: S: I have gone to England last year. – L: Oh, you went to England. Where exactly did you go? – S: I went to London. – L: What sights did you visit there? usw.
- Korrekturgespräch im Anschluss an die kommunikative Phase (dabei merkt sich die Lehrperson die Fehler kommentarlos und bespricht sie erst nach Abschluss der kommunikativen Phase).

## Förderung von Sprachbewusstheit
Konstruktive Lernprozesse können auch durch die Förderung der fremdsprachlichen language awareness (Sprachbewusstsein bzw. Sprachbewusstheit) der Schüler unterstützt werden. Im vorliegenden Kontext sind vor allem zwei kognitive Aspekte bedeutsam, die im Unterricht ausgebaut werden können: 
- die Bewusstheit grammatischer Besonderheiten der fremden Sprache gegenüber der Muttersprache sowie
- die Bewusstheit, die die Lernenden selbst von ihren Lernprozessen, insbesondere auch von der muttersprachlichen und eigenkulturellen Bedingtheit von Fehlern im Lernprozess, haben.[12]